# Liste des députés européens de Roumanie de la 6e législature

Cet article présente la liste des députés européens de Roumanie membres la 6e législature du parlement européen (2004-2009). Ils ont été élus lors des élections européennes de 2007 en Roumanie, qui se sont tenues à la suite de l'adhésion du pays à l'Union européenne.
| Nom                     | Parti                               | Groupe parlementaire européen |
| ----------------------- | ----------------------------------- | ----------------------------- |
| Roberta Anastase        | Parti démocrate-libéral             | PPE                           |
| Sebastian Valentin Bodu | Parti démocrate-libéral             | PPE                           |
| Victor Boștinaru        | Parti social-démocrate              | PSE                           |
| Nicodim Bulzesc         | Parti démocrate-libéral             | PPE                           |
| Cristian Bușoi          | Parti national libéral              | ADLE                          |
| Titus Corlățean         | Parti social-démocrate              | PSE                           |
| Corina Crețu            | Parti social-démocrate              | PSE                           |
| Gabriela Crețu          | Parti social-démocrate              | PSE                           |
| Magor Csibi             | Parti national libéral              | ADLE                          |
| Daniel Dăianu           | Parti national libéral              | ADLE                          |
| Dragoș Florin David     | Parti démocrate-libéral             | PPE                           |
| Constantin Dumitru      | Parti démocrate-libéral             | PPE                           |
| Petru Filip             | Parti démocrate-libéral             | PPE                           |
| Sorin Frunzăverde       | Parti démocrate-libéral             | PPE                           |
| Monica Iacob Ridzi      | Parti démocrate-libéral             | PPE                           |
| Ramona Mănescu          | Parti national libéral              | ADLE                          |
| Marian-Jean Marinescu   | Parti démocrate-libéral             | PPE                           |
| Cătălin Ioan Nechifor   | Parti social-démocrate              | PSE                           |
| Rareș Lucian Niculescu  | Parti démocrate-libéral             | PPE                           |
| Dumitru Oprea           | Parti démocrate-libéral             | PPE                           |
| Ioan Mircea Pașcu       | Parti social-démocrate              | PSE                           |
| Maria Petre             | Parti démocrate-libéral             | PPE                           |
| Rovana Plumb            | Parti social-démocrate              | PSE                           |
| Mihaela Popa            | Parti démocrate-libéral             | PPE                           |
| Nicolae-Vlad Popa       | Parti démocrate-libéral             | PPE                           |
| Daciana Octavia Sârbu   | Parti social-démocrate              | PSE                           |
| Adrian Severin          | Parti social-démocrate              | PSE                           |
| Csaba Sógor             | Union démocrate magyare de Roumanie | PPE                           |
| Theodor Stolojan        | Parti démocrate-libéral             | PPE                           |
| Silvia Adriana Țicău    | Parti social-démocrate              | PSE                           |
| László Tőkés            | Indépendant                         | Verts/ALE                     |
| Adina-Ioana Vălean      | Parti national libéral              | ADLE                          |
| Renate Weber            | Parti national libéral              | ADLE                          |
| Iuliu Winkler           | Union démocrate magyare de Roumanie | PPE                           |
| Marian Zlotea           | Parti démocrate-libéral             | PPE                           |